# Джексон, Эндрю
Э́ндрю Дже́ксон (Джэксон англ. Andrew Jackson; 15 марта 1767, Воксхо, провинция Южная Каролина — 8 июня 1845, Нашвилл, штат Теннесси) — американский государственный и политический деятель, 7-й Президент США (1829—1837). Первый президент США, избранный как кандидат от Демократической партии; считается одним из её основателей.

## Биография
Эндрю Джексон родился 15 марта 1767 года в семье ирландских шотландцев. Эндрю и Элизабет Хатчинсон-Джексон эмигрировали в США из Ирландии за два года до рождения сына Эндрю. Отец Джексона родился в Каррикфергусе (графство Антрим) около 1738 года. Родители Джексона жили в деревне Бонибифор (Boneybefore) в том же графстве Антрим. Его предки по отцовской линии произошли из Киллингсволд Гроув (Йоркшир, Англия). В 1765 году родители Джексона эмигрировали в Северную Америку, они привезли из Ирландии двоих своих детей, Хью (1763 года рождения) и Роберта (1764 года рождения). Двигаясь в общем потоке переселенцев из Пенсильвании в Каролину, они остановились в местечке Воксхо — в 160 милях северо-западнее Чарлстона, где заняли около 200 акров земли рядом со своими родственниками. Отец Эндрю Джексона в течение двух лет пытался создать ферму, но в феврале 1767 года в возрасте 29 лет умер вскоре после несчастного случая при вырубке деревьев, за три недели до рождения его сына Эндрю. Элизабет назвала родившегося сына в честь мужа.
Точное место рождения Джексона неясно из-за недостаточного количества информации о действиях его матери сразу после похорон её мужа. Район был настолько удалён, что граница между Северной и Южной Каролиной не была официально размежёвана. В 1824 году Джексон написал письмо о том, что он родился на плантации своего дяди Джеймса Кроуфорда в округе Ланкастер. В середине 1850-х годов появились свидетельства, указывающие на то, что он мог родиться в доме другого дяди в Северной Каролине.
12 лет Эндрю-младший вместе с матерью прожил в семье тёти и дяди Джексона, предоставленный сам себе и ощущая неловкость своего положения. Он посещал несколько классов: его мать жаждала видеть сына священником, и Эндрю, казалось, давал повод для таких надежд, но в то же время родственников пугало рано проявившееся буйство его натуры. Эндрю быстро завоевал в общине репутацию «буйного, упрямого и неугомонного подростка». Джексон легко обижался и считался чем-то вроде хулигана. Сообщается, что он даже взял группу младших и более слабых мальчиков под свое крыло и был очень добр к ним. Местный учитель обучил его письму, чтению, счёту и пытался даже увлечь Эндрю «мёртвыми» языками — латинским и греческим (Джексон потом иногда употреблял некоторые хрестоматийные латинские выражения). С детства он был равнодушен к книгам. Всю жизнь писал с ошибками, но стиль его был, однако, очень ярким, выразительным и образным.
Существенную роль в воспитании Эндрю сыграла его мать, женщина с сильным характером. Именно она заложила в нём ненависть к англичанам своими рассказами об их жестоком обращении с ирландцами в Ольстере. Неудивительно, что старший из сыновей, когда началась война за независимость, записался добровольцем в полк; вскоре он погиб. В 1780 году дом Джексонов был превращён в лазарет, а Эндрю со вторым братом участвовал в нескольких экспедициях как связной. Они испытали все ужасы войны, и это навсегда осталось в памяти Джексона. По доносу соседа-лоялиста он вместе с братом оказался в плену. У него остался шрам на голове от удара шпагой. От грозившей смерти их спасла мать, обменяв на нескольких английских солдат, находившихся в её лазарете. Брат, не выдержав тягот пленения, умер, едва вернувшись домой, а жизнь Эндрю в течение нескольких меяцев находилась в опасности. Как только он встал на ноги, Элизабет отправилась в Чарлстон ухаживать в тюрьмах за пленниками-патриотами и вскоре умерла там от холеры. Так в 1781 году 14-летний Эндрю стал сиротой.
После смерти матери Джексон некоторое время оставался в доме родственников, вызывая их недовольство своим образом жизни. Он быстро потратил сумму, полученную в наследство из Ирландии, пытался учительствовать. Надолго это не могло его увлечь, и в декабре 1784 года, собрав свои небольшие средства, Джексон отправился за 75 миль в Солсбери изучать право. Он был молод и предприимчив и, поступив в контору к адвокату С. Маккею, два года усердно переписывал бумаги, бегал по поручениям, убирал комнаты конторы, словом, не отказывался ни от какой работы ради допуска к адвокатуре. В вечернее время он предавался забавам и развлечениям, и жители городка впоследствии вспоминали его как «самого шумного, вечно куда-то несущегося, самого активного участника всех азартных игр, скачек, как самого беспокойного человека, который когда-либо жил в Солсбери». Очевидно, в местной школе танцев Джексон приобрёл первые светские манеры, которые потом все подмечали у него. Он привлекал к себе внимание и внешне: прямой, высокий — 186 см, с длинным и худым лицом; густые рыжие волосы и глубокие голубые глаза.
В сентябре 1787 года, успешно сдав экзамен, Джексон получил доступ к работе в судах низшей инстанции. Адвокатских дел у 20-летнего юноши было мало. Помог случай. Избранный членом Верховного суда Северной Каролины сокурсник Джексона по школе С. Маккея Дж. Макнери предложил ему в начале 1788 года место окружного прокурора в самых западных диких районах штата. Весной Дж. Макнери, Э. Джексон и три других молодых и энергичных адвоката отправились в Нашвилл, полные надежд. Нашвилл конца 1780-х годов представлял собой отдалённый, изолированный бездорожьем анклав, в котором имелись суд, пара лавок и таверна, винокурня, несколько десятков простых домов. Джексон сразу окунулся в бессчётное количество дел — главным образом по должникам, по составлению контрактов и проверке прав на земельные участки.
После обильных приключений юности стал адвокатом в Южной Каролине. В 1788 году Джексон был назначен прокурором на территорию Теннесси. Он был делегатом конституционного конвента, который собрался в Ноксвилле в январе 1796 года и участвовал в разработке Первой конституции Теннесси. Потом был представителем штата в Конгрессе США.

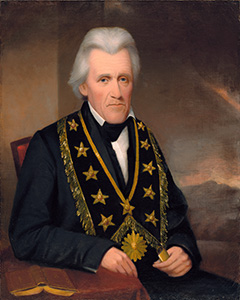
1822

Отказавшись от общественной жизни, он хозяйничал на своей ферме, когда, при объявлении войны Британии, в 1812 году штат Теннесси доверил ему командование милицией (ополчением), со званием генерал-майора. Во главе 2500 человек Джексон спустился вниз по Миссисипи, разбил индейцев, которые, поддерживаемые испанцами, разоряли страну, и прогнал их во Флориду. Когда британцы стали угрожать Новому Орлеану, Джексон получил от конгресса начальство над войском и разбил противников (8 января 1815 года).
В 1821 году Джексон был первым губернатором Флориды, уступленной испанцами по договору Адамса — Ониса.
На выборах президента США 1824 года Джексон получил относительное большинство голосов и избирателей, и выборщиков, но не получил абсолютного большинства. Поэтому президента (единственный такой случай) выбрала Палата представителей, и им оказался не Джексон, а Джон Куинси Адамс. Джексон был масоном.

## Президентство
В 1828 году, после истечения полномочий Адамса, Джексон повторно баллотировался в президенты Соединённых Штатов и на сей раз был избран. Время его правления было торжеством Демократической партии, лидером которой был Джексон.
Джексон был горячим сторонником выселения индейцев и пользовался поддержкой белого населения южных штатов, претендовавших на земли Пяти цивилизованных племён. В 1830 году Джексон подписал Закон о выселении индейцев, узаконивший этнические чистки населённых индейцами земель (хотя фактически захваты их земель начались гораздо ранее, однако до сих пор они не имели законной силы). В результате Пять цивилизованных племён были переселены на так называемые Индейские Территории (ныне штат Оклахома), многие погибли как по дороге, так и в новых местах из-за иных климатических условий и отсутствия привычных источников пищи.
Летом 1832 года власти Южной Каролины объявили утратившими силу таможенные законы 1828 и 1832 года с весны 1833 года и угрожали отделением от Соединённых Штатов, если центральное правительство решит силой сохранить действие этих законов. Именно в это время вторично избранный в президенты Джексон стал готовить войска, чтобы принудить Южную Каролину к повиновению. Гражданская война была предотвращена понижением тарифа.
Во внешней политике Джексону удалось поддерживать дружеские отношения с Великобританией.

### Упразднение Второго банка Соединённых Штатов

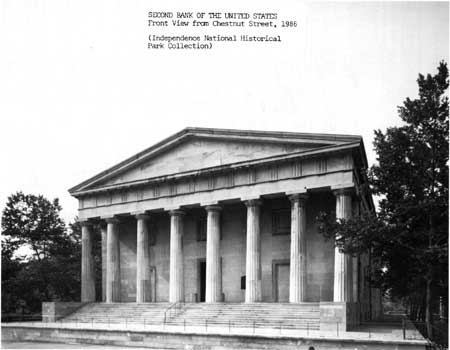
Второй банк Соединённых Штатов, Филадельфия

К новым осложнениям привёл вопрос о продлении привилегии Второго банка Соединённых Штатов. Джексон наложил вето на постановление Конгресса о продлении привилегий, последствием чего была ликвидация банка и возникновение множества частных кредитных учреждений, а также возвращение к золотому стандарту, что способствовало расцвету американской экономики.
Критики Джексона утверждали, что проведённое по его инициативе упразднение частного эмиссионного банка и передача денежной эмиссии в руки государства привело к кризису. Против данной критики выступил Мюррей Ротбард в работе «История денежного обращения и банковского дела в США». По мнению Уильяма Энгдаля общенациональную рецессию Соединённых штатов 1834 года организовал Николас Бидл, президент Второго банка, в попытке помешать президенту Джексону закрыть его банк.
Существует легенда, что, когда Джексона перед смертью спросили, что тот считает своим величайшим достижением, он не задумываясь ответил: «Я убил Банк»; или что эти слова были высечены на его надгробии. Подтверждений найдено не было, однако в 1832 году он действительно говорил нечто подобное: «Этот банк… пытается убить меня, но я убью его [первым]».
После окончания второго срока пребывания в Белом доме Эндрю Джексон вернулся в Эрмитаж в Нашвилле, где и умер 8 июня 1845 года в возрасте 78 лет. Причиной смерти стало отравление свинцом, вызванное двумя пулями, которые оставались в его груди в течение нескольких лет. Он был похоронен рядом со своей любимой женой Рэйчел.

### Покушения
30 января 1835 года сумасшедший Ричард Лоуренс совершил неудачное покушение на Джексона.

## Джексон на деньгах

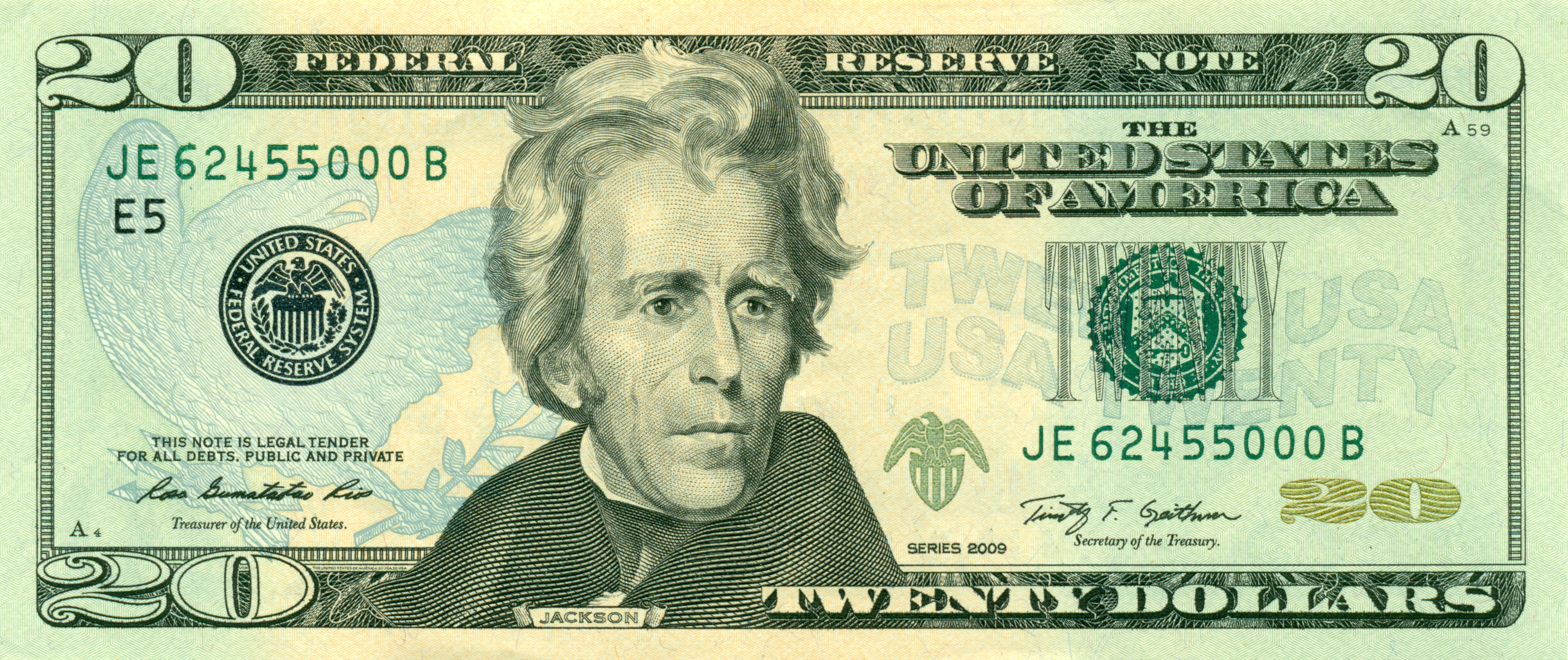
20 долларов, современный вид

Эндрю Джексон изображён на современной американской купюре в 20 долларов. В прошлом его изображение украшало купюры разного другого достоинства: в 5, 10, 50 и 10 000 долларов, а также купюру южной Конфедерации во время Гражданской войны достоинством в 1000 долларов.
В 2021 году администрация президента США Джозефа Байдена возвратилась к появившемуся в 2016 году ещё при Бараке Обаме плану о замене изображения рабовладельца Эндрю Джексона на аболиционистку Гарриет Табмен.

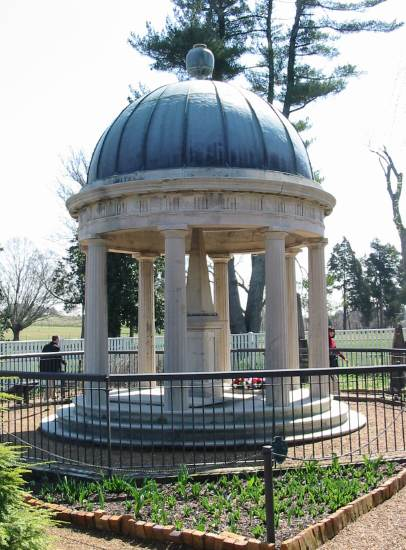
Могила Эндрю Джексона

## Джексон в культуре

### Кино
- Флибустьер / The Buccaneer (США; 1938) режиссёр Сесил Блаунт Демилль, роль Джексона исполнил Хью Созерн.
- Первая Леди / The President’s Lady (США; 1953) режиссёр Генри Левин, роль Джексона исполнил Чарлтон Хестон.
- Дэви Крокетт, король диких земель / Davy Crockett: King of the Wild Frontier (США; 1955) режиссёр Норман Фостер, роль Джексона исполнил Бэзил Руисдейл.
- Флибустьер / The Buccaneer (США; 1958) режиссёр Энтони Куинн[18], роль Джексона исполнил Чарлтон Хестон.

### Музыка
- Andrew Jackson Jihad американская фолк-панк-группа из Феникса, штат Аризона.

## См. так же
- Джексоновская демократия

### Статьи
- Prucha, Francis Paul (1969). Andrew Jackson's Indian policy: a reassessment. Journal of American History. 56 (3): 527–539. doi:10.2307/1904204. JSTOR 1904204.